# 1795년 프랑스 국민투표
1795년 프랑스 국민투표는 1795년 8월 22일 실시되었다.

## 테르미도르의 쿠데타
프랑스 혁명이후 정권을 잡은 자코뱅파와 로베스피에르는 유력자를 차례차례로 숙청하거나, 해외로 유배하는 공포 정치를 펼쳤기 때문에, 1794년 7월 27일, 반로베스피에르파가 단결하여 테르미도르의 쿠데타를 일으켜 로베스피에르 무리를 처형하고 권력을 장악했다.
테르미도르파는 1795년 혁명의 색깔이 너무 강한 1793년 프랑스 헌법을 수정하여 《공화력 3년 헌법》(또는 1795년 프랑스 헌법)을 제정했다.

## 1795년 프랑스 헌법
이 헌법은 권력 분립을 취지로 하며, 입법권, 행정권, 징세권에 대해 각각의 독립을 명시한 것이다. 또한 조항은 124조에서 377조까지 증가했다.
선거권에 관해서는, 보통선거가 폐지되고, 일정한 세금을 납부하는 사람에게만 인정한 것이었다. 따라서 성인 남성 700만명 중에 유권자는 500만명이 되었다.
입법권은 오백인회와 원로원(250명)의 양원제로 했다. 이것은 단원제의 부작용이었던 극단적인 법안의 빠른 통과를 막는 것이 목적이었다. 양원 모두 매년 1/3의 재선이 이루어져게 되었다. 오백인회 의원은 25세 이상이며, 원로회의의 의원은 40세 이상의 기혼자 또는 홀아비 (아내와 사별한 사람)이어야 했다. 원로원은 오백인회가 제출한 법안에 대해 수정 권한이 없었고, 거부권만 있었다.
행정권은 5명의 총재에게 맡겨졌다. 임기는 5년으로 매년 1명씩 새로 선출되었다. 총재는 오백인회가 1명의 총재에 대해 각각 10명의 후보 목록을 만들고, 그 중에서 원로원이 선택하고 결정할 수 있었다. 선임 후 총재는 의회에 파면되지 않으면 되었다. 총재의 권한은 행정과 외교에 있으며 입법권은 없었다. 또한 각 부처 장관이 총재를 보좌했지만 총재가 내각과 의회의 일원이 아니라 정부 전체를 운영할 수 있는 능력이 없었다.
징세권은 행정권과 별도로 6명의 회계관에게 맡겨졌다. 회계관은 총재의 명령을 받지 않는 독립기관이었다. 기타, 신교의 자유, 언론의 자유, 직업 선택의 자유가 보장되었다. 한편, 집회의 자유는 인정되지 않았다. 그러나 개인, 단체 모두에게 정부에 탄원서 제출을 인정받았다. 또한 성직자 중에는 헌법과 하느님에 함께 충성을 맹세하는 모순점이 있었고, 헌법에 선서를 거부하는 성직자(기피 성직자)도 많이 나왔다. 이러한 기피 성직자의 인권은 제한되었다.

## 방데미에르의 반란
테르미도르파는 단순히 로베스피에르파와 대립하는 집단의 모임이었고, 정책적으로 일치한 것은 아니었다. 혁명의 이상에 불타는 혁명파와 급격한 개혁을 싫어하는 왕당파, 이렇게 두 파가 대립했다. 그러나 왕당파라고 해서 반드시 왕정복고를 희망하고 있는 것은 아니었고, 많은 혁명파에 대해 이전 체제를 부정하지 않겠다는 입장이었다.
헌법개정을 통해 실시되는 최초의 선거에서는 왕당파가 유리할 것으로 예상되자 혁명파는 "은퇴 의원의 일자리가 보장되지 않기 때문에 새로 의원에 출마하는 사람은 적은 것이다"고 주장하고 국민공회에서 2/3 이상의 의원을 유임시키는 법안을 제출하고, 헌법과 함께 통과시켰다. 이에 대한 왕당파의 저항은 1795년 ]]10월 5일]] 방데미에르의 반란으로 이어진다

## 결과
| 공화력 3년 헌법 | 공화력 3년 헌법 | 공화력 3년 헌법 |
| 찬성 또는 반대  | 득표수          | 득표율          |
| --------------- | --------------- | --------------- |
| 찬성            | 1,057,390       | 95.48%          |
| 반대            | 49,978          | 4.52%           |
| 총 득표수       | 1,107,368       | 100.00%         |
| 투표율          | 18.17%          | 18.17%          |

## 같이 보기
- 프랑스 혁명
- 테르미도르의 쿠데타
- 공화력 3년 헌법
- 방데미에르의 반란